# Eidgenössisches Sängerfest 1893
Das 19. Eidgenössische Sängerfest fand vom 8. bis 10. Juli 1893 in Basel statt. Insgesamt nahmen 4600 Sänger in 89 Vereinen teil.
Organisiert wurde das Fest vom Basler Männerchor – ohne Beteiligung der Basler Liedertafel, die wie viele andere Chöre aus anderen Städten zuvor abgelehnt hatten. Dem Wunsch, zum 50-Jahr-Jubiläum des Eidgenössischen Sängervereins (heute Schweizerische Chorvereinigung) ein Fest durchzuführen, konnte nicht entsprochen werden.
Nach verschiedenen Diskussionen im Nachgang des letzten Fests wurde eine neue Aufteilung der Wettbewerbskategorien eingeführt: Leichter Volksgesang (Kategorie 1), schwieriger Volksgesang (Kategorie 2), leichter Kunstgesang (Kategorie 3) und schwieriger Kunstgesang (Kategorie 4). Neu wurde auch das Preisgericht auf drei Gremien ausgebaut, um die hohe Anzahl Vorträge besser zu bewältigen. Ausserdem wurde das zuvor abgeschaffte Rangnummernsystem wieder eingeführt.
Als Festpräsident fungierte Alt-Nationalrat Gustav Adolf Saxer. Präsidenten der Preisgerichts waren der Luzerner Generalmusikdirektor Gustav Arnold, der Berner Organist Carl Hess sowie Gottfried Lochbrunner aus Montreux. Die Gesamtaufführung, neu in zwei Teile aufgeteilt, dirigierten der Basler Ernst Kempter, der Freiburger Eduard Vogt und der Wettinger Karl Attenhofer.